# Kranenburg (Overijssel)

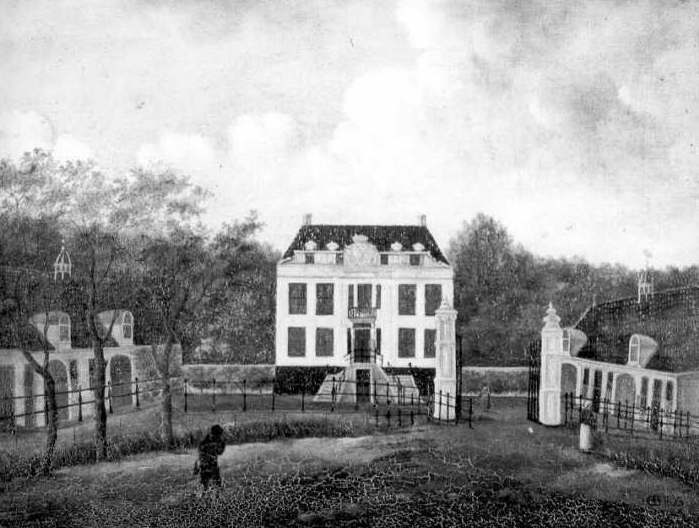
Schilderij van de havezathe Kranenburg (1840)

Kranenburg is een voormalige havezate met bijbehorend landgoed. Op deze plek ligt heden ten dage Begraafplaats Kranenburg te Zwolle.
De eerste vermelding van Kranenburg stamt uit 1471 toen de familie Campherbeek eigenaar was. Hierna was het landgoed eigendom van het geslacht Mulert.

Kranenburg kwam begin 1800 in handen van de familie Vos de Wael. Zij gebruikten het voornamelijk voor de jacht. In 1844 werden de gebouwen gesloopt. De toegang van het landgoed is opgenomen in de huidige begraafplaats. Dit is de zogenaamde Prinsenpoort. Deze staat echter niet meer op de oorspronkelijke plek, vanwege de aanleg van de A28.
Ahnem · Den Alerdinck · Arendshorst · Arkelstein · Averbergen · Beerze · Den Berg · Bergentheim · Blankena · Borgele · Boskamp · Boxbergen · Bredenhorst · Buckhorst · Campherbeek · Collendoorn · Den Dam · Dieze · Dingshof · Den Doorn · Hof te Dorth · Eerde · Egede · De Gelder · Gerner · Glinthuis · Gramsbergen · De Groote Scheere · De Grote Weede · De Haere · Haerst · Hagenvoorde · Heemse · Herxen · Hoenlo · Hofstede · 't Hogeholt · Hogenhof · 't Hoogehuis · Junne · Kranenburg · Krijtenberg · De Kuile · Het Laar · Langeveldslo · Leemcule · Luttenberg · Melenhorst · Mennigjeshave · Nijenhuis · Oosterveen · Den Ordel · De Pol · Pothof · Rande · Rechteren · Het Reelaer · Rhaan · Rollecate · Rutenberg · Schoonheten · Schuilenburg · Vechterweerd · Velner · Venebrugge · Verborg · Voorst · Vrieswijk · Werkeren · Westerveld · Windesheim · Wittenstein · Wolfshagen · Zuthem
Den Aalshorst · Den Alerdinck · Huis Almelo · Arkelstein · Averbergen · Azoelen · Backenhagen · Bellinckhof · Den Berg · Huis Bergentheim · Beugelskamp · Beverfeurde · Blankena · Hof te Boekelo · Borgbeuningen · Havezate Boskamp · Boxbergen · Havezate Brecklenkamp · Bredenhorst · Buckhorst · Campherbeek · Colckhof · Den Dam · Huis Diepenheim · Dingshof · Dubbelink · Kasteel Eerde · Egede · Havezate Elsen · Everlo · Landgoed Frieswijk · Glinthuis · Huis Gramsbergen · Grimberg · Grotenhuis · De Haere · Haerst · Hagmeule · Slot Hardenberg · Huis Heeckeren · Huis Hengelo · Herxen · Hofstede · Hogenhof · Hondeborg · Katenhorst · Kevelham · Kranenburg · De Kuile · Het Laar · Leemcule · Luttenberg · Mataram · Mennigjeshave · Nijenhuis (Diepenheim) · Nijenhuis (Olst-Wijhe) · Oldemeule · Olidam · Oosterhof · Huis te Ootmarsum · Den Ordel · Pekkedam · Pothof · Rande · Kasteel Rechteren · Het Reelaer · Rhaan · Rutenberg · Huis Saasveld · Havezate Schoonheten · Havezate Schuilenburg · Singraven · Stoevelaar · Kasteel Toutenburg · Twickel · Vechterweerd · Venebrugge · Kasteel Voorst · Warmelo · Wegdam · Weldam · Weleveld · Huis Werkeren · Westerflier · Wittenstein · Zuthem